# جورج هاردي (تنس)
جورج هاردي (بالإنجليزية: George Hardie)‏ مواليد 19 فبراير 1953 في لونغ بيتش، الولايات المتحدة، هو لاعب كرة مضرب أمريكي سابق بدأ مسيرته كمحترف سنة 1975 وكان يلعب باليد اليسرى. أعلى تصنيف له في الفردي كان المركز الـ 80 في سنة 1978.

## النهائيات

### الزوجي: (1)
| الرقم | السنة | الدورة                         | الأرضية | الشريك     | المنافس في النهائي   | النتيجة في النهائي |
| ----- | ----- | ------------------------------ | ------- | ---------- | -------------------- | ------------------ |
| 1.    | 1981  | ولاية سان لويس بوتوسي, المكسيك | ترابية  | براد درويت | ريتش أندروز كيفن كوك | 5–7, 6–3, 7–6      |

## روابط خارجية
- جورج هاردي على موقع رابطة محترفي التنس (الإنجليزية)
- جورج هاردي على موقع الاتحاد الدولي لكرة المضرب (الإنجليزية)
- جورج هاردي على موقع خلاصة التنس.كوم (الإنجليزية)